# Ла-Суфрікая
Ла-Суфрікая (ісп. La Sufricaya) — руїни міста цивілізації мая в департаменті Петен (Гватемала).

## Історія
Це місто було засновано близько 300 року до н. е., в середній докласичний період. Із самого початку підпорядковувався сусіднім містам. Наприкінці докласичного періоду підкорявся Хольмулю, згодом тут оселяється хольмульська знать. За археологічними дослідженням мешканці залишили це місто близько середини IX століття напередодні остаточно занепаду Хольмуля.

## Опис
Розташовано на відстані 1,2 км від Хольмуля у північно-східній частині Петену.
Археологами розкопано й досліджено 120 структур. Усі вони датовані до 450 року н. е.
Основу складають низка груп житлових комплексів навколо головної платформи 11 м завдовжки. Можливо здавна на ній розміщувалися піраміда й храм, де шанували боків й предків правлячої династії Хольмуля.
Найзначущою є Структура-1, в якій виявлені розписи ранньокласичного періоду. Мають історичний і міфологічний характер. Особливий інтерес представляє настінний живопис у кімнаті 1 (основу складав стукко, по якому маянські майстри малювали). Малюнки 1-3 представлені у своєрідних «квадратних блоках», де зображені політичні події та правителі, зокрема представлено сходження на трон ахава з Тікаля за присутності вояків з Теотіуакана. Деякі сцени супроводжуються ієрогліфічними написами. Ці тексти збереглися лише частково, але дослідникам вдалося серед іншого розпізнати згадку про прибуття Сіхйах-К'ахк'а в Мутуль у 378 році й, можливо, ім'я цього воєначальника. Останній має багато схожого із зображеннями з міштекських і ацтекських кодексів післякласичного періоду. За кольором та методикою настінний живопис Ла-Суфрікайї відповідає методиці ранньокласичного живопису мая.
Ще більший інтерес викликають фрески 4-7 в кімнаті 2. Вони мають загальний розмір: 12 м завдовжки і 2 заввишки. Тут представлено більш складну іконографію. Так, зображено людину жовтого кольору, руки якої зв'язано жовтими бантами. Він носить просту пов'язку на стегнах і пояс з головою змії або черепахи на правому кінці. Білий плащ накинуто на плечі. Справа від нього фігура на колінах, що протягує приношення. Далі від нього стоїть фігура з чорно-червоною бісерною пектораллю. Ліворуч від центральної фігури зображено ще одну людину на колінах. За ними стояча фігура червоно-чорного кольору.
Також на розписах представлено володаря Хольмуля — Вілаан-Чак-Ток-Вахяаба, що очолював боротьбу проти Мутульського царства.
З монументальної спадщини на сьогодні виявлено 11 стел, 3 чультуна. Більшість стел відноситься до ранньокласичного періоду. Найпізніша дата зафіксована на стелі 5 — 422 рік. На них помітний вплив скульптурного стилю Теотіуакана.

## Дослідження
З 2001 року в рамках Археологічного проекту Хольмуль тут ведуться дослідження під головуванням Франсіско Естрада-Беллі (представляв спочатку Бостонський університет, потім університет Вандербільта (США).